# Maharajganj
Maharajganj es una ciudad y municipio situada en el distrito de Maharajganj en el estado de Uttar Pradesh (India). Su población es de 33930 habitantes (2011). 

## Demografía
Según el censo de 2011 la población de Maharajganj era de 33930 habitantes, de los cuales 17656 eran hombres y 16274 eran mujeres. Maharajganj tiene una tasa media de alfabetización del 77,24%, superior a la media estatal del 67,68%: la alfabetización masculina es del 85,24%, y la alfabetización femenina del 68,60%.